# Gnojewo (Korsze)
Gnojewo (deutsch Grützau) ist ein kleiner Ort in der polnischen Woiwodschaft Ermland-Masuren und gehört zur Gmina Korsze (Stadt- und Landgemeinde Korschen) im Powiat Kętrzyński (Kreis Rastenburg).

## Geographische Lage
Gnojewo liegt am Westufer der Zaine (polnisch Sajna) in der nördlichen Mitte der Woiwodschaft Ermland-Masuren, 22 Kilometer nordwestlich der Kreisstadt Kętrzyn (deutsch Rastenburg).

## Geschichte
Grützau ein Vorwerk und Wohnplatz innerhalb des Gutsbezirks Langheim (polnisch Łankiejmy) im Kreis Rastenburg in der preußischen Provinz Ostpreußen. Am 16. Februar 1914 wurde das Vorwerk Grützau vom Gutsbezirk Langheim in den Gutsbezirk Wendehnen (polnisch Wandajny) umgegliedert. 1820 waren in Grützau 27, 1885 bereits 44 und 1905 noch 23 Einwohner gemeldet.
Am 30. September 1928 schlossen sich die Landgemeinde Langheim, der Gutsbezirk Langheim und der Gutsbezirk Wendehnen mit dem Vorwerk Grützau zur neuen Landgemeinde Langheim zusammen.
Im Jahre 1945 wurde in Kriegsfolge das gesamte südliche Ostpreußen und somit auch Grützau an Polen überstellt. Grützau erhielt die polnische Namensform „Gnojewo“ und ist heute eine Ortschaft im Verbund der Stadt- und Landgemeinde Korsze (Korschen) im Powiat Kętrzyński (Kreis Rastenburg), bis 1998 der Woiwodschaft Olsztyn, seither der Woiwodschaft Ermland-Masuren zugeordnet.

## Kirche
Bis 1945 war Grützau in die evangelische Kirche Langheim in der Kirchenprovinz Ostpreußen der Kirche der Altpreußischen Union sowie in die katholische Kirche in Sturmhübel (polnisch Grzęda) im Bistum Ermland eingepfarrt.
Heute gehört Gnojewo zur katholischen Pfarrei Łankiejmy im jetzigen Erzbistum Ermland sowie zur evangelischen Pfarrei Kętrzyn (Rastenburg) mit der Filialgemeinde Bartoszyce (Bartenstein) innerhalb der Diözese Masuren der Evangelisch-Augsburgischen Kirche in Polen.

## Verkehr
Gnojewo ist von der Woiwodschaftsstraße 592 (einstige deutsche Reichsstraße 135) von Łankiejmy aus auf direktem Landweg zu erreichen. Die nächste Bahnstation ist Łankiejmy an der heute bereits von Posen ausgehenden aber nur bis Korsze (Korschen) befahrenen Bahnstrecke Toruń–Tschernjachowsk (deutsch Thorn–Insterburg).